# Anton Vink
Anthony Paulus Adrianus (Anton, Apa) Vink (Den Haag, 1 mei 1920 – Bussum, 6 september 2000) was een Nederlands bodemkundige uit de school van professor Edelman. Zowel nationaal als internationaal was zijn aandacht vooral gericht op de bodemkartering, de landschapsecologie en de landevaluatie (beoordeling van de bodemgeschiktheid).
In 1938 was hij begonnen aan een studie aan de toenmalige Landbouwhogeschool in Wageningen bij professor Edelman. In de oorlogsjaren was Vink medeoprichter en lid van de Raad van Negen, het landelijke orgaan van het Nederlands Studentenverzet.  Deze raad is in de zomer van 1941 opgericht in een pand aan de Koninginnegracht in Den Haag. Nadat hij door medestudenten gewaarschuwd was dat zijn kamer in Wageningen doorzocht was door de Sicherheids Dienst (SD) is Vink "gaan fietsen". Dat betekende dat hij, zoals vele anderen, geen vaste woonplaats had maar langs bevrienden in het land reisde. Hij werd om 3 redenen gezocht door de bezetters, hij was militair bij de bereden artillerie bij de aanvang van de oorlog, hij weigerde de loyaliteitsverklaring te tekenen en voor zijn activiteiten voor het studentenverzet. Hij was onder andere ondergedoken in de Achterhoek en op een boerderij in de Eendragtspolder bij Zevenhuizen. Daar was hij, zoals meer ondergedoken studenten (o.a. Leen Pons), betrokken bij bodemkarteringen die Edelman had opgezet in de omgeving van Rotterdam. In 1946 studeerde hij af als landbouwkundig ingenieur in de Tropische Landbouw,  in 1948 behaalt hij een tweede titel in de Landbouwscheikunde. Anton Vink promoveert in 1949 op een onderzoek naar löss en dekzanden van de Veluwezoom.
Vink is werkzaam geweest voor het proefstation van ondernemingen in bergcultures in Bogor (Indonesië), de Stichting voor Bodemkartering in Wageningen en het ITC in Delft. In 1966 werd hij benoemd tot hoogleraar "Fysische geografie en capita selecta der bodemkunde" aan de Universiteit van Amsterdam. In 1984 ging hij met emeritaat. Hij ontving de versierselen van de koninklijke onderscheiding voor Ridder in de Orde van de Nederlandse Leeuw. 
APA Vink heeft bestuursfuncties bekleed bij o.a. Het  Wageningsch Studenten Corps (WSC), het Koninklijk Genootschap van Landbouwwetenschappen (KGvL), de Nederlandse Bodemkundige Vereniging (NBV), het Koninklijk Nederlands Aardrijkskundig Genootschap (KNAG) en de Werkgemeenschap Landschapsecologisch Onderzoek (WLO). Ook was hij consultant voor de internationale organisaties FAO, UNESCO en UNEP.

## Publicaties
Een selectie uit zijn publicaties: 
- Bĳdrage tot de kennis van loess en dekzanden, in het bijzonder van de zuidoostelĳke Veluwe (dissertatie). 1949
- Bodemgeschiktheidskaart van het gebied der grote rivieren. Tiel, 1959
- Enkele onderzoekingen over de bodemgeschiktheidsclassificatie voor akker- en weidebouw. Stiboka Wageningen, 1963
- Planning of soil surveys in land development. ILRI Wageningen, 1963
- Aspects de pédologie appliquée. Neuchâtel, La Baconnière, 1963
- Landschap, bodem, mens (inaugurele rede). Universiteit van Amsterdam, 1966
- Landclassification. Wageningen, 1966
- De geschiktheid van de bodem van Nederland voor akker- en weidebouw : toelichting bij de zeer globale bodemgeschiktheidskaart voor akker- en weidebouw van Nederland schaal 1:200.000 (met E.J. van Zuilen). Stiboka Wageningen, 1967
- Soils, Land Reclamation and Pilot Projects. Report to the Government of Iraq. FAO Rome, 1970
- Criteria voor milieubeheer: verslag van de studieconferentie "Criteria voor milieubeheer in het dichtstbevolkte land van Europa", gehouden op 14, 15 en 16 oktober 1970 aan de Universiteit van Amsterdam. 1971
- The suitability of the soils of the Netherlands for arable land and grassland (met E.J. van Zuilen). Stiboka Wageningen, 1974
- Land use in advancing agriculture. Springer Verlag, Berlin, Heidelberg, New York, 1975
- Landschapsecologie en landgebruik. Bohn, Scheltema en Holkema, Utrecht, 1980
- Landscape ecology and land use. Longman, London, New York, 1983
- Vijf en veertig jaar uit het blote hoofd: bodemkartering, landschapsecologie, landevaluatie. (overzicht van de ontwikkeling van deze vakgebieden tot ca. 1985). 1989

- Bibsys: 90340036
- CiNii: DA16790886
- Gemeinsame Normdatei: 117429864
- International Standard Name Identifier: 0000 0001 1041 0829
- Library of Congress Control Number: n50015218
- Nationale bibliotheek van Australië: 35582535
- Nationale Bibliotheek van Israël: 987007463232805171
- Nederlandse Thesaurus van Auteursnamen: 068346905
- Istituto Centrale per il Catalogo Unico: CFIV083521
- Système universitaire de documentation: 095009159
- Virtual International Authority File: 15546314
- WorldCat: E39PBJthbmt3M6h7QcKGYjQg8C